# Elecciones legislativas de Rumania de 2016
Las elecciones legislativas se celebraron en Rumania el 11 de diciembre de 2016. Las elecciones se celebraron de acuerdo con nuevas normas, tras la modificación de la legislación electoral durante el 2015. La legislación prevé el retorno a las "elecciones por lista", que se utilizó por última vez en las elecciones de 2004. La nueva legislación electoral establece una norma de representación para los diputados de 73.000 habitantes y 168.000 para los senadores, lo que conducirá a una disminución en el número de diputados. Serán elegidos 466 escaños parlamentarios (308 diputados, 18 diputados minoritarios y 134 senadores), contra 588 parlamentarios que fueron elegidos en 2012. Estas serán las primeras elecciones donde se podrá votar por correo.
Los resultados dieron la victoria al Partido Socialdemócrata por amplio margen tanto en el Senado como en la Cámara de Diputados, aunque sin obtener la mayoría absoluta (165 diputados). Se espera que formen una coalición con la Alianza de los Liberales y Demócratas para formar gobierno. La participación en esta elección fue de 39%, una de las más bajas en la historia democrática del país, lo que demuestra un aumento de la apatía política en la sociedad.

## Nuevo sistema electoral
La elección legislativa de 2016 se desarrollará de manera diferente en comparación con 2012 y 2008. El 24 de febrero de 2015, la Comisión del Código Electoral decidió, en principio, que en la futura ley electoral volviera a la representación proporcional de la lista de partidos, renunciando así al escrutinio mayoritario uninominal que se introdujo en 2008. La opción de convertir al Parlamento de Rumania en un parlamento perfectamente bicameral, con 300 diputados elegidos en una lista cerrada y 100 senadores elegidos por una mayoría uninominal de una sola vuelta, había sido discutido durante años e incluso acordado entre el gobernante Partido Socialdemócrata y la oposición. La nueva ley electoral promulgada por el presidente Klaus Iohannis entró en vigencia el 20 de julio de 2015, sin embargo, no mantuvo uninominales para el Senado. Siguiendo de cerca las recomendaciones de la comisión, la nueva ley electoral regresa completamente a la representación proporcional de partidos.
Con una norma de representación de un diputado por cada 73.000 habitantes y un senador por cada 168.000 habitantes, se elegirá un total de 308 diputados, a los que se sumarán los 18 diputados de las minorías, 134 senadores y 6 diputados de la diáspora (dos senadores y cuatro diputados), dando un total de 466 representantes. Mientras que para las listas de un solo partido el umbral electoral se mantiene en 5%, se introduce un umbral más alto del 8-10% para las coaliciones electorales.

## Resultados

### Senado
| Partido                     | Partido                                      | Votos      | %     | Escaños | +/–   |
| --------------------------- | -------------------------------------------- | ---------- | ----- | ------- | ----- |
|                             | Partido Socialdemócrata                      | 3.221.786  | 45,68 | 67      | +8    |
|                             | Partido Nacional Liberal                     | 1.440.193  | 20,42 | 30      | –20   |
|                             | Unión Salvar Rumania                         | 629.375    | 8,92  | 13      | Nuevo |
|                             | Unión Democrática de Húngaros en Rumania     | 440.409    | 6,24  | 9       | 0     |
|                             | Alianza de los Liberales y Demócratas        | 423.728    | 6,01  | 9       | Nuevo |
|                             | Partido del Movimiento Popular               | 398.791    | 5,65  | 8       | Nuevo |
|                             | Partido Rumanía Unida                        | 207.977    | 2,95  | 0       | Nuevo |
|                             | Partido de la Gran Rumanía                   | 83.568     | 1,18  | 0       | 0     |
|                             | Partido Ecologista de Rumania                | 77.218     | 1,09  | 0       | 0     |
|                             | Alianza Rumania Nuestra                      | 66.774     | 0,95  | 0       | Nuevo |
|                             | Partido Socialista Rumano                    | 32.808     | 0,47  | 0       | 0     |
|                             | Partido del Poder Humanista (Social-Liberal) | 3.066      | 0,04  | 0       | Nuevo |
|                             | Partido de la Nueva Rumania                  | 2.349      | 0,03  | 0       | Nuevo |
|                             | Bloque de la Unidad Nacional                 | 739        | 0,01  | 0       | Nuevo |
|                             | Partido Verde                                | 719        | 0,01  | 0       | Nuevo |
|                             | PACT                                         | 719        | 0,01  | 0       | Nuevo |
|                             | Partido Nuestra Vrancea                      | 652        | 0,01  | 0       | Nuevo |
|                             | Partido Democrático de los Romaníes          | 648        | 0,01  | 0       | Nuevo |
|                             | Partido Republicano de Rumania               | 52         | 0.00  | 0       | Nuevo |
|                             | Independientes                               | 21.395     | 0.30  | 0       | 0     |
| Votos nulos                 | Votos nulos                                  | 205.973    | –     | –       | –     |
| Total                       | Total                                        | 7.258.939  | 100   | 136     | –40   |
| Registrados / Participación | Registrados / Participación                  | 18.403.044 | 39,44 | –       | –     |
| Fuente: BEC                 |                                              |            |       |         |       |

### Cámara de Diputados
| Partido                     | Partido                                            | Votos      | %     | Escaños | +/–   |
| --------------------------- | -------------------------------------------------- | ---------- | ----- | ------- | ----- |
|                             | Partido Socialdemócrata                            | 3.204.864  | 45,48 | 154     | +4    |
|                             | Partido Nacional Liberal                           | 1.412.377  | 20,04 | 69      | –31   |
|                             | Unión Salvar Rumania                               | 625.154    | 8,87  | 30      | Nuevo |
|                             | Unión Democrática de Húngaros en Rumania           | 435.969    | 6,19  | 21      | +3    |
|                             | Alianza de los Liberales y Demócratas              | 396.386    | 5,62  | 20      | Nuevo |
|                             | Partido del Movimiento Popular                     | 376.891    | 5,35  | 18      | Nuevo |
|                             | Partido Rumanía Unida                              | 196.397    | 2,79  | 0       | Nuevo |
|                             | Partido de la Gran Rumanía                         | 73.264     | 1,04  | 0       | 0     |
|                             | Partido Ecologista de Rumania                      | 62.414     | 0,89  | 0       | 0     |
|                             | Alianza Rumania Nuestra                            | 61.206     | 0,87  | 0       | Nuevo |
|                             | Partido Socialista Rumano                          | 24.580     | 0,35  | 0       | 0     |
|                             | Partido de los Romaníes                            | 13.126     | 0,19  | 1       | 0     |
|                             | Foro Democrático de los Alemanes en Rumania        | 12.375     | 0,18  | 1       | 0     |
|                             | Unión Democrática de Eslovacos y Checos en Rumania | 6.545      | 0,09  | 1       | 0     |
|                             | Comunidad de los Rusos Lipovanos en Rumania        | 6.160      | 0,09  | 1       | 0     |
|                             | Unión Helénica de Rumania                          | 5.817      | 0,08  | 1       | 0     |
|                             | Unión Democrática Turca de Rumania                 | 5.536      | 0,08  | 1       | 0     |
|                             | Asociación de los Macedonios de Rumania            | 5.513      | 0,08  | 1       | 0     |
|                             | Unión de Serbios en Rumania                        | 5.468      | 0,08  | 1       | 0     |
|                             | Federación de las Comunidades Judías de Rumania    | 5.069      | 0,07  | 1       | 0     |
|                             | Unión de los Armenios de Rumania                   | 4.868      | 0,07  | 1       | 0     |
|                             | Liga de los Albaneses de Rumania                   | 4.640      | 0,07  | 1       | 0     |
|                             | Unión Búlgara de Banat-Rumania                     | 4.542      | 0,06  | 1       | 0     |
|                             | Unión de Croatas de Rumania                        | 3.532      | 0,05  | 1       | 0     |
|                             | Asociación de Italianos de Rumania                 | 3.486      | 0,05  | 1       | 0     |
|                             | Unión de Polacos de Rumania                        | 3.355      | 0,05  | 1       | 0     |
|                             | Unión Cultural de los Rutenos de Rumania           | 2.824      | 0,04  | 1       | 0     |
|                             | Partido del Poder Humanista (Social-Liberal)       | 2.599      | 0,04  | 0       | Nuevo |
|                             | Partido de la Nueva Rumania                        | 1.764      | 0,03  | 0       | Nuevo |
|                             | Unión de los Ucranianos de Rumania                 | 1.172      | 0,02  | 1       | 0     |
|                             | PACT                                               | 609        | 0,01  | 0       | Nuevo |
|                             | Partido Verde                                      | 566        | 0,01  | 0       | Nuevo |
|                             | Partido Democrático de los Romaníes                | 523        | 0,01  | 0       | Nuevo |
|                             | Bloque de la Unidad Nacional                       | 518        | 0,01  | 0       | Nuevo |
|                             | Partido Nuestra Vrancea                            | 511        | 0,01  | 0       | Nuevo |
|                             | Independientes                                     | 76.764     | 1,09  | 0       | 0     |
| Votos nulos                 | Votos nulos                                        | 213.916    | –     | –       | –     |
| Total                       | Total                                              | 7.261.300  | 100   | 329     | –88   |
| Registrados / Participación | Registrados / Participación                        | 18.403.044 | 39,46 | –       | –     |
| Fuente: BEC                 |                                                    |            |       |         |       |